# روبيان الكهف
روبيان الكهف أو جمبري الكهف (الاسم العلمي: Typhlocaris galilea)، هو نوع من الروبيان في جنس التيفوكاريس، وهو مستوطن في بركة واحدة وتتغذى من نبع واحد، في منطقة الطابغة التي تقع على الشاطئ الشمالي الغربي لبحر الجليل في فلسطين. ويعتبر من الأنواع المهددة بالانقراض بشكل خطير وبدأ برنامج الحفاظ عليها.

## وصف
تم وصف الأنواع  المرتجلة لأول مرة في عام 1909 ، بواسطة ويليام توماس كالمان .
الجمبري شبه شفاف وكفيف «ليس له عيون». تبلغ عينات الحيوانات البالغة منها حوالي 3 بوصة (7.6 سـم). يتكون نظامهم الغذائي بشكل رئيسي من دودة الحمأة الحمراء، Isochaeta israelis.

## توزيع
روبيان الكهف متوطن في واحدة من الصهريج الرومانية ، عند عين نور بركة مثمنة (ملكية خاصة لأحد الأديرة،  في ) ، ودافئ ( 27 °م (81 °ف) ) ،  كبريتي، ملحي نبع جوفي يغذيها، في طبغة ،  على الشاطئ الشمالي لبحيرة طبريا في فلسطين.

## الحفاظ على
يتعرض هذا النوع الآن لخطر شديد ، حيث أن استخراج المياه الجوفية سمح بدخول المياه الأجنبية إلى البركة، وتغيير تكوينها ودرجة حرارتها. وهي محمية قانونيا (القسم 5 ، الفقرتان د وهـ، من قواعد المصايد لعام 1937 بصيغتها المعدلة).
في عام 2013 ، تواصلت سلطة الطبيعة والمتنزهات الإسرائيلية من حديقة حيوانات القدس التوراتية لتطوير برنامج تربية أسير للأنواع، بهدف إعادة إدخاله لاحقًا.